# Platja de sa Conca (Cadaqués)

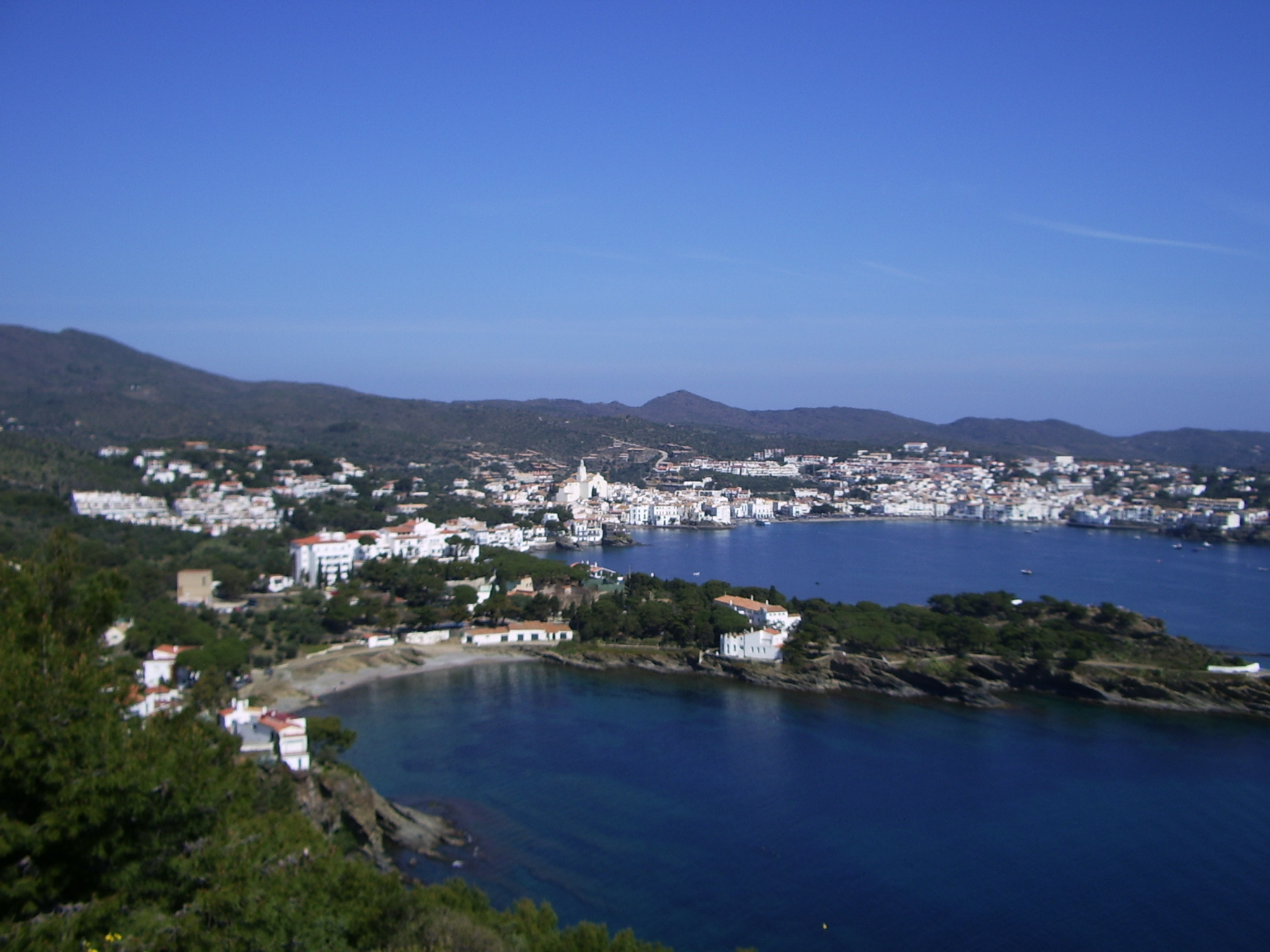
Panoràmica de la platja, amb Cadaqués al fons

La platja de sa Conca és una platja del municipi de Cadaqués (Alt Empordà), situada a la badia de Cadaqués, al límit sud de la població, a un quilòmetre del centre, entre la punta de sa Conca, que la tanca al nord, i l'anomenada sa Rocassa, al sud, que té a la vora la platja de Pius V. Està orientada a l'est, amb tendència al sud-est. Té una longitud de 100 m i una amplada mitjana d'11 m, formada per grava, amb un pendent d'entrada a l'aigua fort. S'hi practica el nudisme. A la dreta de la platja surt un camí senyalitzat d'uns 3,5 quilòmetres que duu fins al far de Calanans.
El nom deriva d'una enclotada propera al mar.